# Amfea
Amfea (grec antic: Ἄμφεια) era una antiga i petita ciutat de Messènia situada a la frontera amb Lacònia, sobre un turó elevat que tenia aigua abundant. Els espartans la van prendre per sorpresa, sense ni tan sols declarar la guerra ni enviar heralds, al començament de la Primera guerra messènica, i la van convertir en la seva base d'operacions per atacar la resta del país.
Aquesta irrupció a Messènia, dirigida pel rei Alcàmenes d'Esparta, va ser el primer acte d'hostilitat entre els dos pobles. Es van apoderar de la ciutat quan hi havia les portes obertes i sense vigilància, car els messenis no esperaven l'enemic. Els espartans van matar als habitants que hi havia dins de la ciutat, uns encara al llit i altres refugiats als altars dels déus quan es van adonar de què passava. En van escapar molt pocs. Segons Pausànias això va passar al segon any de la 10a Olimpíada (743 aC).